# Fritz von Ihlenfeld

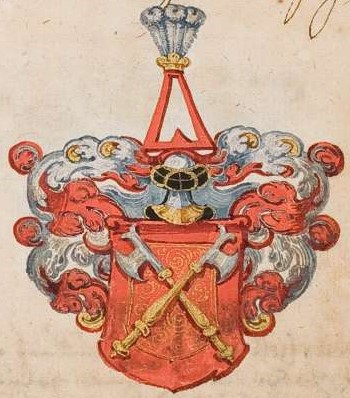
Wappen von Fritz von Ihlenfeld im Köthener Gesellschaftsbuch der Fruchtbringenden Gesellschaft (1636)

Fritz von Ihlenfeld (* 22. September 1588 in Ihlenfeld; † 22. März 1655 in Gülzow) war ein mecklenburgischer Offizier, Hofmeister und Amtshauptmann.

## Leben

### Herkunft und Familie
Fritz war Angehöriger derer von Ihlenfeld, wobei die historische Schreibweise häufig auch Ihlefeld oder Ilefeld war, zudem auch das Adelsprädikat „von“ nicht durchgängig gebraucht wurde. Seine Eltern waren der Erbherr auf Ihlefeld sowie Pfandherr auf Beseritz Fritz Ilenfeld und Catharina, geborene Behr aus dem Hause Cammin. Er war seit 1643 mit Clara Sophia von Levetzow, Tochter des mecklenburgischen Landrates Heinrich von Levetzow auf Mistorf und Markow, vermählt. Die Ehe blieb ohne Kinder.

### Werdegang
Ihlefeld erhielt Hausunterricht und wurde nach dem frühen Tod der Mutter 1602 als Page zu Christoph von Lindstedt auf Altwigshagen und Schmarsow geschickt. In dieser Stellung blieb er sechs Jahre. Auf seine Kavalierstour musste er, wegen des Todes des Vaters und damit verbundener ökonomischer Schwierigkeiten, verzichten. Also wandte er sich der Offizierslaufbahn zu und trat er als Pikenier in die Leibgarde des Kurfürsten Johann Sigismund von Brandenburg ein und nahm unter dem Befehl von Graf Philipp von Solms am Krieg in Jülich teil. Hiernach diente er in den Niederlanden von 1610 für ein Jahr in der Leibgarde Heinrichs von Oranien. Den Kalmarkrieg machte er als Gefreiter Korporal im Regiment von Jürgen Lunge mit. Er kehrte zurück nach Mecklenburg, besuchte Verwandte und hielt sich mehrere Jahre bei seinem Schwager Jürgen von Lübbersdorff auf Lübbersdorf auf. 1618, nachdem er nun doch die Niederlande, England und Frankreich bereist hatte, trat er als Kornett im Regiment des Obristen Bünchusen in bayerische Dienste, avancierte ebenda 1622 zum Leutnant im Regiment des Obristen Cratz.
Als sich der Krieg nach dem niedersächsischen Kreis verlagerte, nahm er, um nicht gegen die Heimat kämpfen zu müssen, nach sieben Jahren seinen Abschied. Ihlefeld wurde dann als mecklenburg-güstrowscher Kapitänleutnant bestallt und war von 1625 bis 1628 auch Kommissar und Amtshauptmann zu Stargard. Durch die Umstände des Krieges gelangte er über Zwischenstationen nach Lübeck, von wo er 1628 als mecklenburgischer Gesandter nach Stockholm geschickt wurde. Zurück in Lübeck warb er 1631 eine Kompanie zu Pferde und konnte sich bei der Übergabe Rostocks auszeichnen. Die kaiserlichen Truppen, welche in Rostock bis dahin Garnison genommen hatten, begleitete er mit seinem Regiment nach Braunschweig. Sein angestrebter Übertritt in schwedische Kriegsdienste wurde vom Herzog abgelehnt, stattdessen wurde er erneut für ein Jahr Hauptmann zu Stargard. In den Jahren 1634 und 1635 war er Kriegsrat im niedersächsischen Kreis.

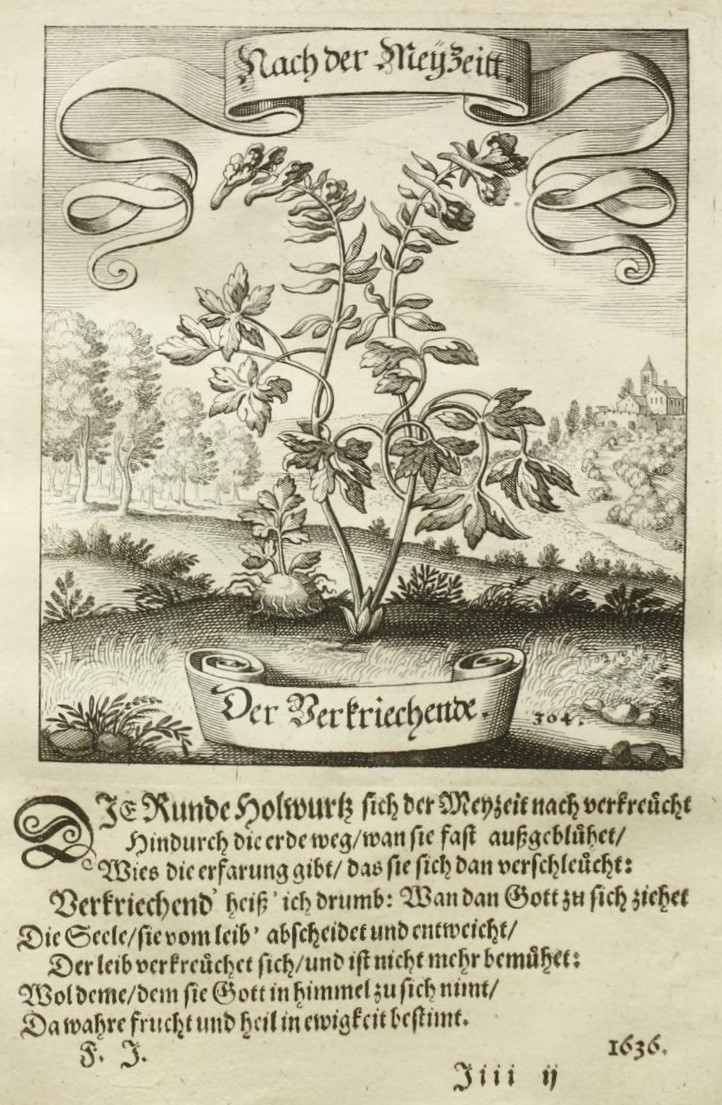
Der Verkriechende in Der Fruchtbringenden Gesellschaft Nahmen/ Vorhaben/ Gemählde und Wörter: Nach jedes Einnahme ordentlich in Kupfer gestochen/ und In achtzeilige Reimgesetze verfasset/ Das ... Hundert. Frankfurt 1646, Nr. 304

1636 wurde er mit dem Namen „der Verkriechende“ in die Fruchtbringende Gesellschaft aufgenommen. Von 1636 bis 1643 war er Hofmeister von Herzog Gustav Adolf von Mecklenburg, gleichzeitig Rat der Herzoginwitwe Eleonore Marie sowie Kommandant des Hauses und der Stadt Güstrow. Ab dieser Zeit widmete er sich auch der Verwaltung und Bewirtschaftung seiner Güter. Über dem Stammgut Ihlenfeld lag ein Rechtsstreit, weswegen er sich Gülzow kaufte. Auch zu Müggenborg war er Erbherr. Ihlenfeld wurde am 4. Juli 1655 in der Kirche zu Parum beigesetzt.